# 战火中的花蕾
《战火中的花蕾》，原名《苍天泪》，导演邵警辉，主演凌潇肃、曹曦文、傅程鹏、李彧。2012年9月4日甘肃文化影视频道開播，2013年7月17日在湖北卫视上星。

## 播出时间
| 頻道             | 所在地   | 日期          | 時間 |
| 甘肃文化影视频道 | 中国大陆 | 2012年9月4日  |      |
| 湖北卫视         | 中国大陆 | 2013年7月17日 |      |

## 剧情
1940年，中国抗日战争，记者沈君怡结识了中共打入中国国民党内部的党员方鉴明，两人擦出爱情火花，后来方鉴明参加中国远征军并且壮烈牺牲，而沈君怡一生未嫁等待他，直到1988年在重庆市逝世。

## 演出
- 凌潇肃 出演 方鉴明
- 曹曦文 出演 沈君怡
- 傅程鹏 出演 高自尊
- 李彧 出演 吴大贵
- 钱芳 出演 文香
- 江柯 出演 董家祥
- 张琛 出演 路遥
- 唐浩然 出演 马力

## 制作
该剧为关注“孤儿”题材的电视剧。
制作方称该剧是正剧，拒绝虚假、雷人的抗日剧。